# Tipulodina mckeani
Tipulodina mckeani är en tvåvingeart som först beskrevs av Cockerell 1929.  Tipulodina mckeani ingår i släktet Tipulodina och familjen storharkrankar.
Artens utbredningsområde är Thailand. Inga underarter finns listade i Catalogue of Life.